# Чайковский, Илья Иванович
Илья́ Ива́нович Чайко́вский (род. 23 июня 1965, Кишинёв) — советский и российский учёный-геолог, доктор геолого-минералогических наук, профессор Пермского государственного университета, заведующий лабораторией геологии месторождений полезных ископаемых в Горном институте УрО РАН.

## Биография
Родился 23 июня 1965 года в Кишинёве. В 1991 году окончил геологический факультет Пермского государственного университета. После окончания вуза продолжил работать на кафедре минералогии и петрографии в должности старшего лаборанта.
В 1993 году поступил в аспирантуру, в 1995 году под руководством профессора Ф. А. Курбацкой защитил кандидатскую диссертацию по теме «Гранитоидный магматизм и геодинамика Ляпинско-Кутимского мегантиклинория Северного Урала». В 2004 году защитил докторскую диссертацию, в 2005 году ему была присвоена учёная степень доктора геолого-минералогических наук. В этом же году начала работать в Горном институте УрО РАН заведующим лабораторией геологии месторождений полезных ископаемых, параллельно работая профессором на кафедре минералогии и петрографии Пермского государственного университета.
Является автором более 310 научных статей, автором-составителем и редактором энциклопедии «Геологические памятники Пермского края».
И. И. Чайковский является организатором Научных чтений памяти П. Н. Чирвинского (проводятся с 1999 года), председателем пермского отделения Российского минералогического общества, а также ответственным редактором ежегодного сборника статей «Проблемы минералогии, петрографии и металлогении».